# Antonio Matarazzo
Antonio Matarazzo (Avellino, 6 luglio 1941) è un politico e dirigente d'azienda italiano.
Segretario della Democrazia Cristiana nella provincia di Avellino, fu eletto sindaco del capoluogo nel 1981. Il suo mandato terminò nel 1983 a causa di uno scandalo di tangenti che coinvolse l'amministrazione comunale circa l'edificazione dei prefabbricati del dopoterremoto in Irpinia. Nel settore della sicurezza e vigilanza dal 1974, come socio prima e direttore amministrativo poi della Cooperativa La Folgore, ha fondato nel 1989 l'azienda Cosmopol, di cui è presidente e amministratore unico.